# Openbaar vervoer in Groningen (stad)

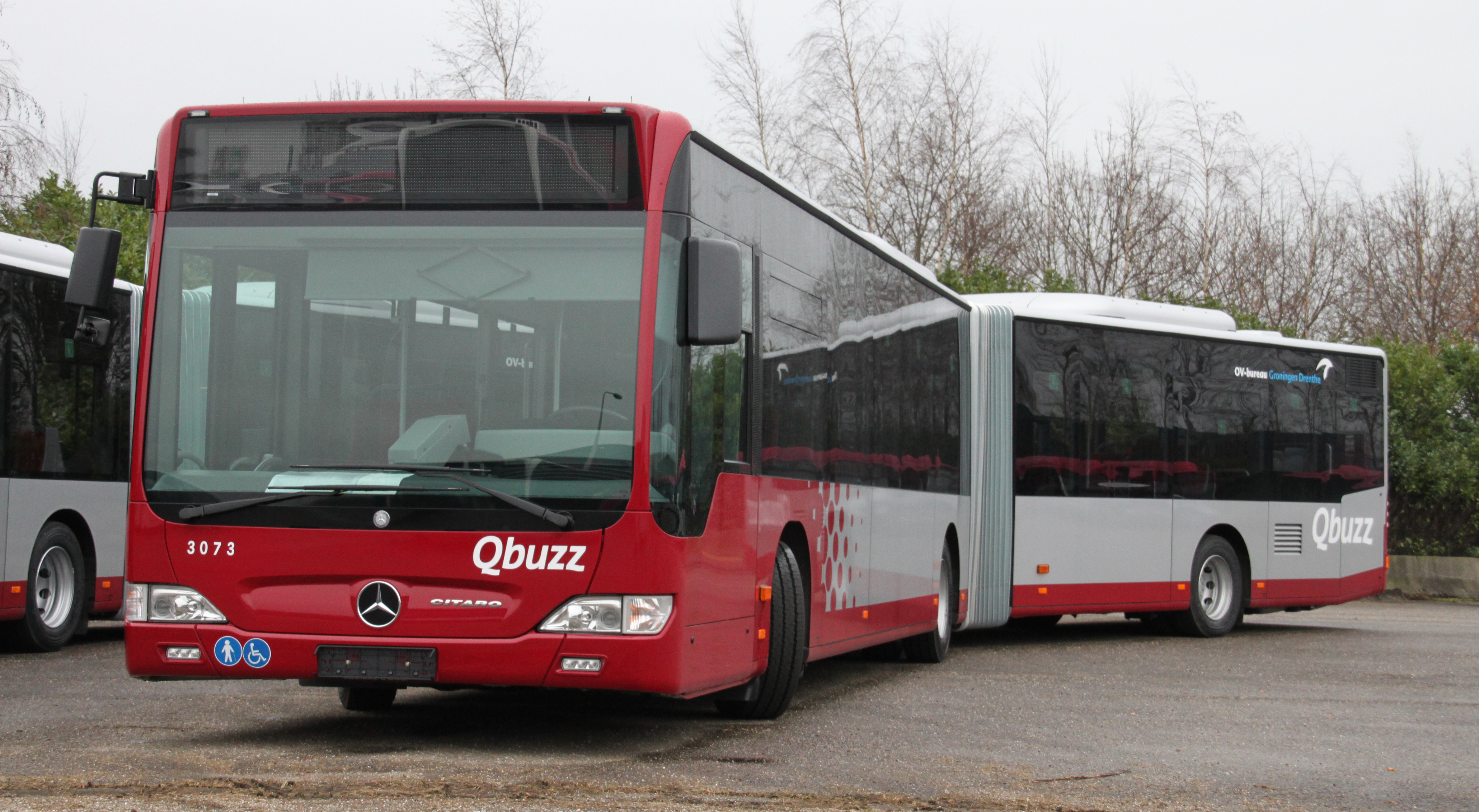
Een gelede bus van Qbuzz, die in Groningen actief is.

Het openbaar vervoer in de stad Groningen bestaat uit treinverbindingen van de Nederlandse Spoorwegen en Arriva en busverbindingen van Qbuzz en Arriva.
Groningen beschikt over drie stations: Station Groningen (door Qbuzz aangeduid als Hoofdstation), station Groningen Noord en station Groningen Europapark. De stad heeft een uitgebreid lijnennet van stadsbussen en ook veel streekbuslijnen hebben hun eindpunt in Groningen. Het Hoofdstation is het belangrijkste knooppunt van openbaar vervoer in Groningen.

## Geschiedenis
Groningen had oorspronkelijk een eigen vervoerbedrijf. In de stad hebben ook trams en trolleybussen gereden.

### Paardentram
De eerste vorm van openbaar vervoer binnen de stad was de paardentram van de Societé Anonyme Belge des Tramways de Groningen et de la Province (TGP) die in 1880 ging rijden van de 'Ebbingepoort' naar het Sterrebos en het Hoofdstation. In 1885 werd de dienst uitgebreid naar de Halte SS (Noorderstation). In 1906 werd de tram overgenomen door de gemeente. Het trambedrijf heette voortaan Gemeentetram Groningen (GTG).

### Elektrische tram en trolleybus
In 1910 ging de eerste elektrische tram rijden. De spoorwijdte was 1000 mm (meterspoor). De Noord-Zuidlijn (lijn 1) reed van Halte SS (Noorderstation) naar de Herebrug, later Esserweg. De Oost-Westlijn (lijn 2) liep van Kostverloren (Kraneweg) naar de Oosterpoort. Voorts waren er een lijn 3 van de Grote Markt naar het Hoofdstation (opgeheven in 1949) en een lijn 4 van de Grote Markt naar de Veemarkt (opgeheven in 1926). De buitenlijn, lijn 5, reed vanaf 1921 van de Grote Markt naar Haren – De Punt (opgeheven in 1939).

Op lijn 2 ging in 1927 als proef de eerste trolleybuslijn in Nederland rijden. Na de oorlog (in 1949) werden ook de Noord-Zuidlijn, en de lijn tussen Noorderstation en Hoofdstation vervangen door een trolleybus. 

### Autobus
De eerste busdienst ging in 1924 rijden tussen de Grote Markt en de Oranjewijk. Na de oorlog werden nieuwe lijnen steeds gewone autobuslijnen. In 1965 werden de trolleybussen vervangen door dieselautobussen. 

## Treinstations in Groningen
Er zijn drie stations in Groningen:

### Groningen
Station Groningen is geopend in 1866. Dit station wordt in stad en provincie gewoonlijk Hoofdstation genoemd en wordt sinds 5 januari 2014 ook zo aangeduid in de naamgeving op de bussen. Vanaf hier heeft men een directe verbinding naar het zuiden via Assen, Zwolle, Den Haag en Rotterdam. Naar het westen rijden treinen naar Leeuwarden, naar het noorden naar Roodeschool, de Eemshaven en Delfzijl en naar het oosten naar Veendam, Bad Nieuweschans en Leer (Duitsland).

### Groningen Noord
Station Groningen Noord, lokaal Noorderstation genoemd, is een spoorwegstation in het noorden van de stad Groningen, nabij de wijk Selwerd. Het is in 1884 geopend als halte aan de in dat jaar geopende spoorlijn Groningen – Delfzijl. In 1893 werd het station tevens een halte aan de spoorlijn Groningen – Roodeschool. Het station wordt tevens aangedaan door diverse lijnen van de Groninger stadsbusdienst.

### Groningen Europapark
Station Groningen Europapark is het jongste station van Groningen. Het is geopend in 2007, als halte aan de spoorlijn Groningen – Nieuweschans. Het eerste perron was een tijdelijke halte, op 9 december 2012 is er verderop een nieuw station in gebruik genomen. Dit nieuwe station wordt ook gebruikt door sprinters richting Assen en Zwolle.

## Treinverbindingen
De Groninger stations worden bediend door de volgende treinseries:
| Serie            | Treinsoort                        | Route | Bijzonderheden |
| ---------------- | --------------------------------- | --- | --- |
| 401              | Treinvervangende snelbus (Arriva) | Groningen – ‒ Leer | Er is langdurig geen treinverkeer mogelijk tussen Weener en Leer. Er rijden vervangende snelbussen ter aanvulling van treinserie 20100. |
| 500              | Intercity (NS)                    | Den Haag Centraal – Gouda – Utrecht Centraal – Amersfoort Centraal – Zwolle – Assen – Groningen                          | |
| 700              | Intercity (NS)                    | Schiphol Airport – Amsterdam Zuid – Almere Centrum – Lelystad Centrum – Zwolle – Assen – Groningen                       | Vormt tussen Schiphol Airport en Zwolle een halfuurdienst met serie 800. Vormt tussen Zwolle en Groningen een halfuurdienst met serie 500. Sommige treinen tussen Zwolle en Groningen stoppen op alle stations. (alleen 's morgens vroeg en 's avonds laat) |
| 6100             | Sprinter (NS)                     | Zwolle – Meppel – Assen – Groningen Europapark – Groningen                                                               | |
| 6200             | Sprinter (NS)                     | Groningen – Groningen Europapark – Assen                                                                                 | Rijdt alleen in de spits van maandag t/m donderdag. |
| 20100 RS 6 RB 57 | Stoptrein (Arriva)                | Groningen – Groningen Europapark – Zuidbroek – Bad Nieuweschans – Weener – ‒ Leer                                        | Ook wel Wiederline genoemd. Vanwege brugschade geen treinverkeer mogelijk tussen Weener en Leer. Op dit traject rijdt lijnbus 620 van Weser-Ems Bus. Er rijden ook Arrivabussen tussen Groningen en Leer v.v.                                               |
| Nachttrein 32780 | Nachttrein (Arriva)               | Groningen – Assen – Zwolle – Lelystad Centrum – Almere Centrum – Amsterdam Centraal – Schiphol Airport                   | Rijdt alleen in de nacht van vrijdag op zaterdag. |
| 37300 RE 1       | Sneltrein (Arriva)                | Leeuwarden – Groningen – Groningen Europapark                                                                            | Stopt 2x/uur in Feanwâlden en alternerend in Buitenpost en Zuidhorn. |
| 37400 RS 1       | Stoptrein (Arriva)                | Leeuwarden – Groningen – Groningen Europapark                                                                            | Is tijdens de spitsuren gekoppeld aan spitssneltrein RE6 (treinserie 37900). |
| 37500 RS 6       | Stoptrein (Arriva)                | Groningen – Groningen Europapark – Zuidbroek – Winschoten – Bad Nieuweschans                                             | Rijdt alleen op zondag. |
| 37600 RS 4       | Stoptrein (Arriva)                | Eemshaven – Roodeschool – Groningen Noord – Groningen – Groningen Europapark – Zuidbroek – Winschoten – Bad Nieuweschans | Voor 6:30 uur en na 21:00 uur wordt niet gereden tussen Eemshaven en Roodeschool. Rijdt op zondag niet tussen Groningen en Bad Nieuweschans. Dit trajectdeel wordt dan gereden door treinserie 37500.                                                       |
| 37700 RS 5       | Stoptrein (Arriva)                | Groningen – Groningen Noord – Delfzijl                                                                                   | Rijdt alleen op zondag. |
| 37800 RS 7       | Stoptrein (Arriva)                | Delfzijl – Groningen Noord – Groningen – Groningen Europapark – Zuidbroek – Veendam                                      | Op zondag wordt één keer per uur gereden tussen Groningen en Veendam. Tussen Delfzijl en Groningen rijdt dan stoptrein 37700. |
| 37900 RE 6       | Sneltrein (Arriva)                | Groningen – Groningen Europapark – Winschoten                                                                            | Rijdt enkel in de spitsuren en is gekoppeld aan stoptrein RS1 (treinserie 37400). |

## Busverbindingen
Dit betreft de dienstregeling 2025. Deze is ingegaan op 15 december 2024 en duurt tot en met 13 december 2025.
De concessiehouder voor de stadsbusdiensten is Qbuzz. De stadsbussen in Groningen zijn te herkennen aan gekleurde lijnnummers. Het lijnennet bestaat per 24 augustus 2025 uit de volgende lijnen:

### Q-linkGroningen
| Lijn | Route                                 | Via | Opmerkingen |
| ---- | ------------------------------------- | --- | --- |
| 1    | P+R Reitdiep - Hoofdstation           | Zernike Campus, Paddepoel, Station Noord, UMCG, Zuiderdiep                                                       | |
| 2    | Station Zuidhorn - Station Europapark | Aduard, P+R Reitdiep, Zernike Campus, Paddepoel, Station Noord, UMCG, P+R Euroborg/P3                            | Rijdt niet 's avonds na 19:15 in het weekend.                                                                                             |
| 3    | Ruischerbrug - Leek/Tolbert           | Lewenborg, P+R Kardinge, Oosterhamriktracé, UMCG, Zuiderdiep, Hoofdstation, P+R Hoogkerk                         | Rijdt om en om van/naar Tolbert of Leek Oostindië.                                                                                        |
| 4    | Beijum - Roden                        | P+R Kardinge, Oosterhamriktracé, UMCG, Zuiderdiep, Hoofdstation, P+R Hoogkerk, Peize                             | Deel van de ritten rijdt in het weekend niet verder dan Hoofdstation of P+R Hoogkerk.                                                     |
| 5    | Scharmer/Meerstad - Annen             | (Harkstede, Engelbert, Middelbert), P+R Meerstad, IKEA, UMCG, Zuiderdiep, Hoofdstation, P+R Haren/A28, Zuidlaren | Rijdt om en om naar Scharmer of Tersluis. Rijdt op bepaalde tijden niet tussen P+R Haren/A28 en Annen.                                    |
| 6    | Station Delfzijl - P+R Haren/A28      | Appingedam, Ten Post, Ten Boer, Garmerwolde, Ruischerbrug, UMCG, Zuiderdiep, Hoofdstation                        | Rijdt alleen in de spitsuren tussen Hoofdstation en P+R Haren/A28. Slechts een deel van de ritten rijdt na Appingedam door naar Delfzijl. |
| 11   | P+R Reitdiep - Hoofdstation           | Paddepoel, Station Noord, UMCG, Zuiderdiep                                                                       | Rijdt 's ochtends richting Hoofdstation en 's middags richting P+R Reitdiep. Rijdt niet 's avonds en in het weekend.                      |
| 15   | Hoofdstation - Zernike Campus         | Westelijke Ringweg, Paddepoel                                                                                    | Rijdt niet 's avonds na 21:15, in het weekend en tijdens schoolvakanties.                                                                 |

### Stadsdienst Groningen
| Lijn | Route                              | Via | Opmerkingen                             |
| ---- | ---------------------------------- | --- | --------------------------------------- |
| 7    | Hoofdstation - Paddepoel           | Westerhaven, Schildersbuurt, Vinkhuizen                                                                         |                                         |
| 8    | P+R Hoogkerk - Station Europapark  | Hoogkerk, Hoendiep, Schildersbuurt, Westerhaven, Hoofdstation, De Wijert, Coendersborg                          |                                         |
| 9    | Zernike Noord - De Punt Busstation | Zernike Campus, Paddepoel, Oranjewijk, Schildersbuurt, Westerhaven, Hoofdstation, De Wijert, Paterswolde, Eelde |                                         |
| 10   | Station Noord - P+R Hoogkerk       | De Hoogte, Korrewegwijk, UMCG, Hoofdstation, De Wijert, Martini Ziekenhuis                                      |                                         |
| 17   | Hoofdstation → Hoofdstation        | Oranjebuurt, Vinkhuizen                                                                                         | Spitsbus                                |
| 18   | P+R Hoogkerk - Zernike Campus      | Vinkhuizen, Paddepoel                                                                                           | Rijdt niet 's avonds en in het weekend. |
| 19   | Hoornsemeer - Paddepoel            | Martini Ziekenhuis, De Wijert, Hoofdstation, Westerhaven, Schildersbuurt, Oranjewijk                            |                                         |

### Streekdienst Groningen
Vanuit Groningen vertrekken vele streekbuslijnen, onderhouden door Qbuzz, naar de provincie. Zij doen op enkele lijnen na allen het busstation van Groningen bij het Hoofdstation aan. De buslijnen 66, 107, 109 en 171 rijden niet langs het Hoofdstation. Ook rijden er sinds 3 december 2015 door de versperring van de Friesenbrücke eenmaal per twee uur bussen tussen Groningen en Leer. Deze bussen stoppen niet bij andere stations onderweg.
| Lijn | Route                               | Via                                                                                                 | Opmerkingen                                                             |
| ---- | ----------------------------------- | --------------------------------------------------------------------------------------------------- | ----------------------------------------------------------------------- |
| 35   | Groningen - Oldehove                | Slaperstil, Aduard, Den Ham                                                                         |                                                                         |
| 39   | Groningen - Surhuisterveen          | Slaperstil, Aduard, Zuidhorn, Niekerk, Oldekerk, Sebaldeburen, Grootegast, Doezum, Kornhorn, Opende |                                                                         |
| 50   | Groningen - Assen                   | Haren, Glimmen, De Punt, Vries, Ubbena                                                              |                                                                         |
| 51   | Groningen - Assen                   | Haren, Onnen, Noordlaren, Midlaren, Zuidlaren, Schuilingsoord, Annen, Anloo, Gasteren, Loon         |                                                                         |
| 61   | Groningen - Uithuizen               | Zuidwolde, Bedum, Middelstum, Usquert                                                               | Slechts een deel van de ritten rijdt na Middelstum door naar Uithuizen. |
| 65   | Groningen - Zoutkamp                | Adorp, Wetsinge, Winsum, Mensingeweer, Eenrum, Wehe-den Hoorn, Leens, Ulrum                         |                                                                         |
| 76   | Groningen - Hoogezand               | Waterhuizen, Westerbroek, Foxhol                                                                    |                                                                         |
| 85   | Groningen - Oosterwolde             | Martini Ziekenhuis, P+R Hoogkerk, Leek, Zevenhuizen, Haulerwijk                                     | Tussen Groningen en Leek enkel in de spits                              |
| 107  | Groningen Zernike - Stadskanaal     | P+R Kardinge, Hoogezand, Kiel-Windeweer, Annerveenschekanaal, Bareveld                              | Spitsbus                                                                |
| 109  | Groningen Zernike - Assen Station   | P+R Hoogkerk, Bunne, Donderen, Vries                                                                |                                                                         |
| 110  | Groningen - Assen                   | |                                                                         |
| 133  | Groningen - Surhuisterveen          | P+R Hoogkerk, Leek, Boerakker, Grootegast                                                           |                                                                         |
| 139  | Groningen - Surhuisterveen          | Hoogkerk, Enumatil, Niekerk, Grootegast                                                             | Spitsbus                                                                |
| 163  | Groningen - Lauwersoog              | Adorp, Sauwerd, Winsum, Wehe-den Hoorn, Leens, Ulrum                                                | Sluit aan op de boot van/naar Schiermonnikoog                           |
| 165  | Groningen - Zoutkamp                | Adorp, Wetsinge, Winsum, Mensingeweer, Wehe-den Hoorn, Leens, Ulrum                                 | Spitsbus                                                                |
| 171  | Groningen Zernike - Veendam         | Noorderstation, Hoogezand, Kiel-Windeweer                                                           |                                                                         |
| 178  | Groningen - Appingedam              | Kolham, Froombosch, Slochteren, Schildwolde, Hellum, Siddeburen                                     | Enkele ritten rijden tussen Siddeburen en Appingedam of Woldendorp      |
| 209  | Groningen - Groningen Airport Eelde | P+R Haren/A28, Paterswolde                                                                          |                                                                         |

### Qliner
De Qliners, gereden door Qbuzz, verbinden Groningen met plaatsen waar geen treinen stoppen. Ze hebben allemaal hun begin-/eindpunt bij het Hoofdstation.
| Lijn | Route                                           | Via                                                              | Opmerkingen                              |
| ---- | ----------------------------------------------- | ---------------------------------------------------------------- | ---------------------------------------- |
| 300  | Groningen Hoofdstation - Emmen Station          | P+R Westlaren, P+R Gieten, P+R Borger                            |                                          |
| 304  | Groningen Hoofdstation - Drachten Himsterhout   | P+R Hoogkerk, P+R Leek, Boerakker A7, P+R Marum                  |                                          |
| 309  | Groningen Hoofdstation - Assen Kloosterveen     | Busstation Marsdijk                                              |                                          |
| 312  | Groningen Hoofdstation - Stadskanaal Busstation | P+R Haren/A28, P+R Annen, P+R Gieten, Gasselte, Gasselternijveen |                                          |
| 314  | Groningen Hoofdstation - Drachten Himsterhout   |                                                                  |                                          |
| 315  | Groningen Hoofdstation - Emmeloord Busstation   | P+R Hoogkerk, Heerenveen, Joure, Lemmer, Bant                    |                                          |
| 319  | Groningen Hoofdstation - Assen Kloosterveen     |                                                                  | Non-stopversie van lijn 309              |
| 324  | Groningen Hoofdstation - Heerenveen Station     | P+R Hoogkerk, Drachten                                           | Rijdt alleen 's avonds en in het weekend |

### Nachtbus
| Lijn | Route                                           | Via                                             | Opmerkingen                                    |
| ---- | ----------------------------------------------- | ----------------------------------------------- | ---------------------------------------------- |
| 404  | Groningen Hoofdstation - Drachten Himsterhout   | P+R Hoogkerk, P+R Leek, Boerakker A7, P+R Marum | Rijdt alleen van donderdag- t/m zaterdagnacht. |
| 406  | Groningen Hoofdstation - Delfzijl Station       | Ten Boer, Garrelsweer, Appingedam               | Rijdt alleen van donderdag- t/m zaterdagnacht. |
| 409  | Groningen Hoofdstation - Assen Station          |                                                 | Rijdt alleen van donderdag- t/m zaterdagnacht. |
| 410  | Groningen Hoofdstation → Assen Station          | De Punt, Vries, Ubbena                          | Rijdt alleen op zaterdagnacht.                 |
| 417  | Groningen Hoofdstation - Groningen Hoofdstation | Peizermade, Peize, Roden, Leek                  | Rijdt alleen van donderdag- t/m zaterdagnacht. |
| 418  | Groningen Hoofdstation - P+R Gieten             | Haren, Zuidlaren, Annen                         | Rijdt alleen van donderdag- t/m zaterdagnacht. |

### Internationale bussen
Vanuit Groningen vertrekt een aantal internationale bussen:
- 6 à 8x per dag reden tussen oktober 2004 en 2 augustus 2015 richting Bremen en Oldenburg, door Publicexpress.
- 2x per week van Rotterdam richting Berlijn, met overstap naar Gdańsk, door Ecolines.
- 1x per dag (niet elke dag) vanuit Rotterdam richting Aalborg en Kopenhagen, met overstap naar Uddevalla en Oslo, door Eurobus en Eurolines.
- 1x per dag (niet elke dag) vanuit Rotterdam richting Gdańsk, Warschau en Bialystok, door Becker Reisen.
- 5 à 8x per dag van Amsterdam via Groningen naar Uplengen, Westerstede, Oldenburg, Bremen en Hamburg door FlixBus.
- 3x per dag van Amsterdam, via Groningen, Oldenburg en Bremen naar Berlijn, door FlixBus

Sinds 3 december 2015 rijdt FlixBus ook op de volgende nationale trajecten. Beide lijnen zijn ondertussen alweer opgeheven.
- 4x per dag van Groningen naar Enschede.
- 4x per dag van Groningen via Apeldoorn naar Eindhoven.

Deze buslijnen vertrekken van de Stationsweg bij de Werkmanbrug, naast het Groninger Museum.

## Tram
Hoewel er na het afschaffen van de trolleybussen in 1965 met regelmaat discussies zijn geweest om deze schone vorm van openbaar vervoer weer in te voeren zijn dergelijke plannen nimmer uitgevoerd. De tram daarentegen maakte een goede kans in Groningen terug te keren. In 2006 werd in principe besloten om op de zeer drukke lijn tussen het hoofdstation en Zernike een tramlijn in normaalspoor aan te leggen. In 2016 zou de eerste tram moeten gaan rijden. In 2012 werd het tramproject echter afgeblazen nadat het college van B&W was gevallen.